# 塔瓦訥

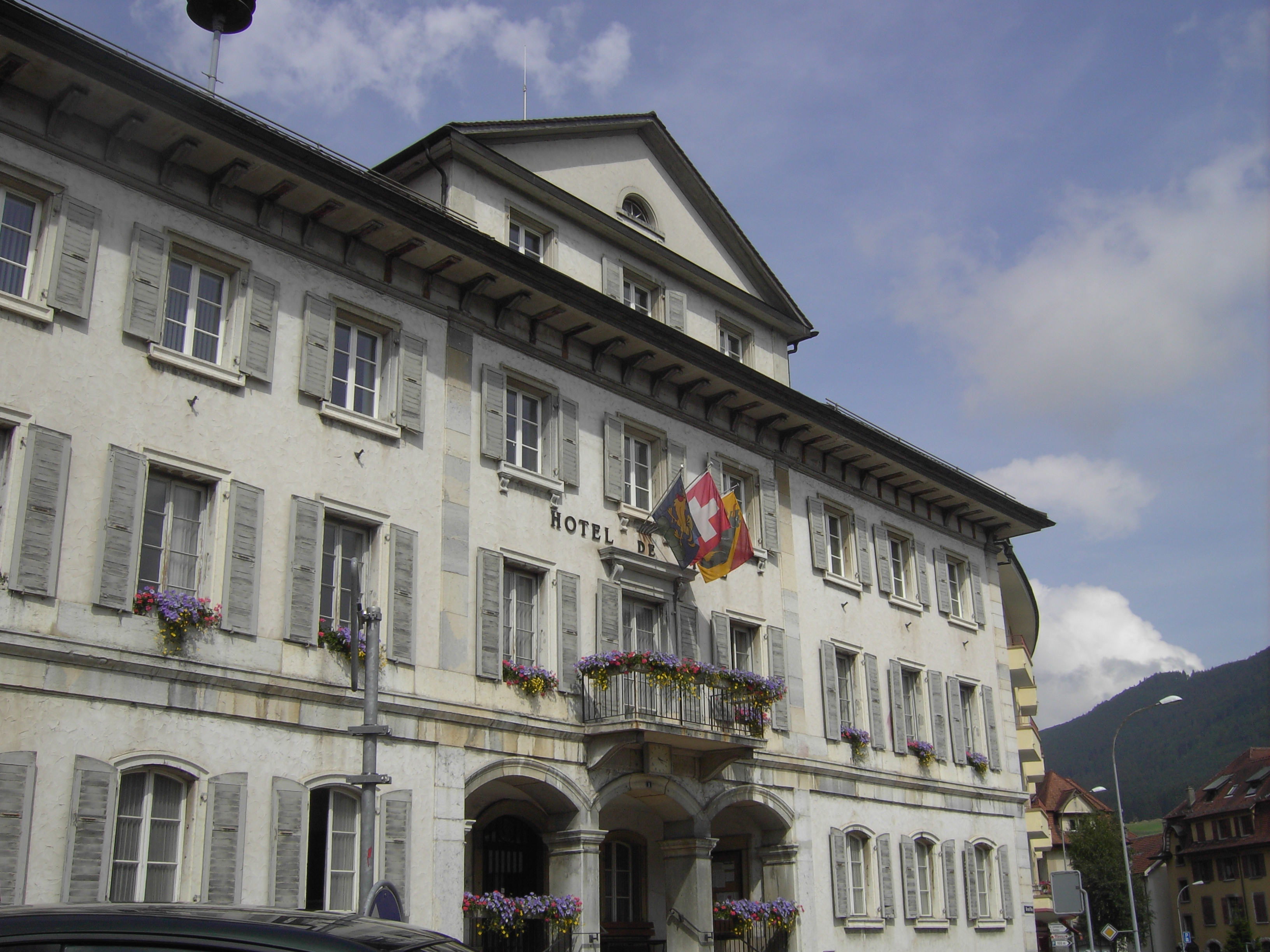

塔瓦訥是瑞士的城鎮，位於該國西北部，距離穆捷15公里，由伯恩州負責管轄，面積14.76平方公里，海拔高度754米，2011年人口3,525，人口密度為每平方公里241人。